# Marie van Marcke
Pour les articles homonymes, voir Van Marcke.
Marie Jacqueline Françoise van Marcke de Lummen, dite Marie van Marcke, née le 11 novembre 1800 à Bruxelles et morte le 2 octobre 1882 à Liège, est une dessinatrice, artiste peintre et aquarelliste belge.

## Biographie
Marie Jacqueline Françoise van Marcke naît le 11 novembre 1800 à Bruxelles, fille de Charles Emmanuel Clément van Marcke de Lummen (1773-1830) et Anne Catherine Vandenplas (1775-1849),,,.
Peintre, dessinatrice et aquarelliste, elle se forme et travaille dans l'atelier de décoration sur porcelaine de son père,,,. Avec sa sœur Élisabeth, elle y a la tâche de brunir les dorures, « ouvrage très délicat pour lequel les mains féminines sont tout indiquées ».
Selon l'historien de l'art Paul Piron, elle montre en tant qu'artiste une prédilection pour « les paysages, les vues de ville, les natures mortes avec fleurs et fruits »,,.
Elle décède le 2 octobre 1882 à Liège,,. Ses obsèques ont lieu le 4 octobre 1882 à l'église Sainte-Véronique de Liège et elle est inhumée au Cimetière de Robermont.

## Expositions
- 1964 : Dessins et peintures des van Marcke, musée de la Vie wallonne, Liège[10].
- 2001-2002 : Vers la modernité : le XIXe siècle au pays de Liège, du 5 octobre 2001 au 20 janvier 2002, musée de l'Art wallon et salle Saint-Georges, Liège (un service à café qui se compose de huit tasses et sous-tasses, deux sucriers, une cafetière et une théière produit par l'atelier de décoration sur porcelaine de la famille van Marcke est exposé)[11].

## Galerie d'œuvres (sélection)

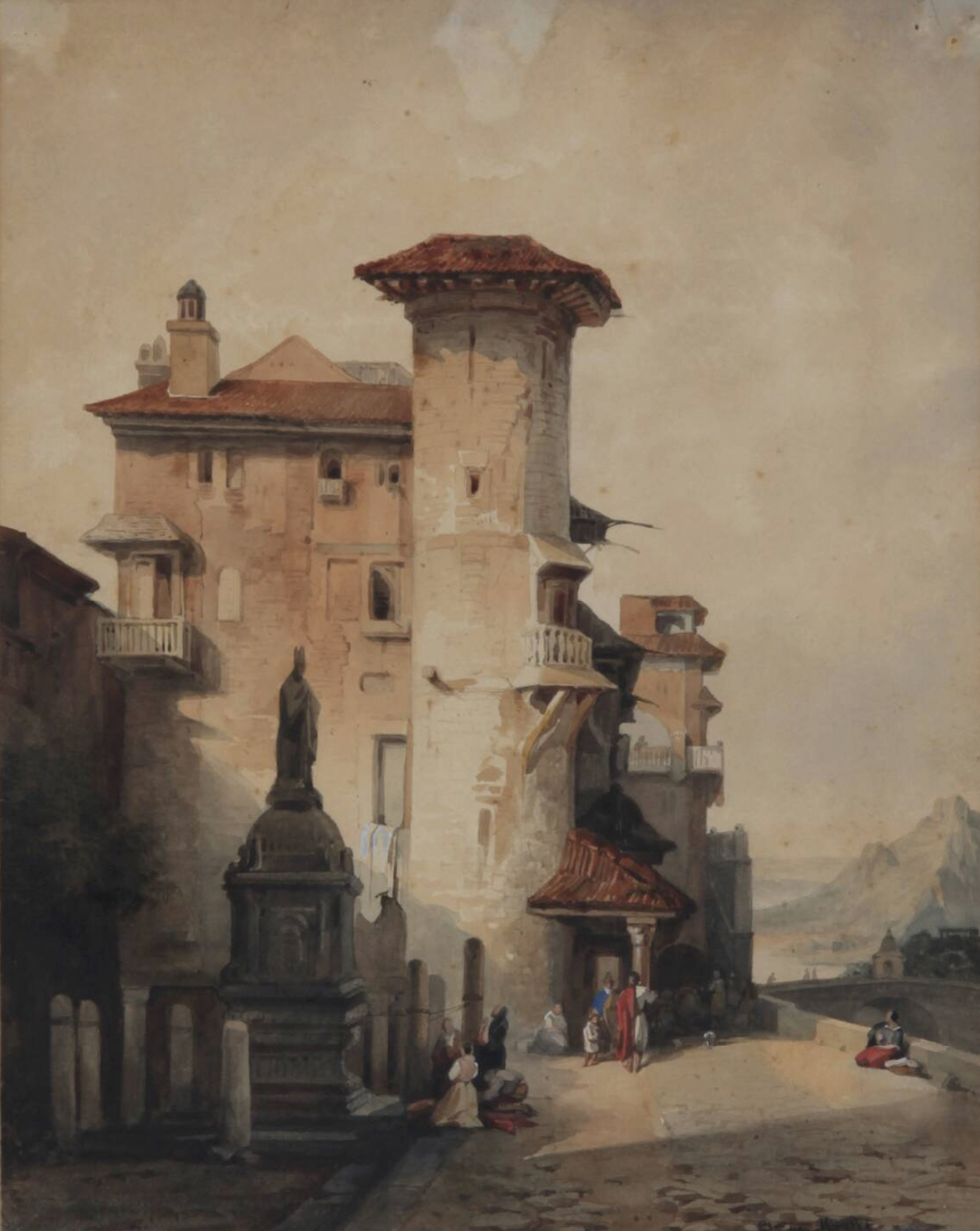
Place de village italien, 1850 (aquarelle ; 31 × 24,5 cm), Liège, musée de la Vie wallonne.
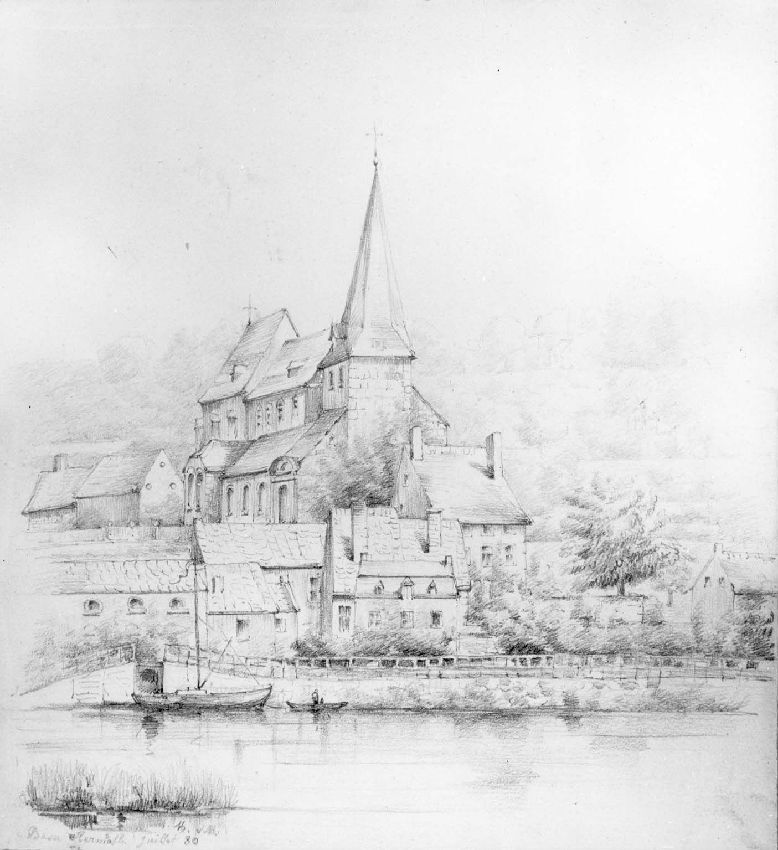
Basse-Hermalle (église Saint-Martin de Visé), 1880 (dessin au crayon, 30,3 × 27,9 cm ; photographie de 1981 du KIK-IRPA), Liège, musée de la Vie wallonne.
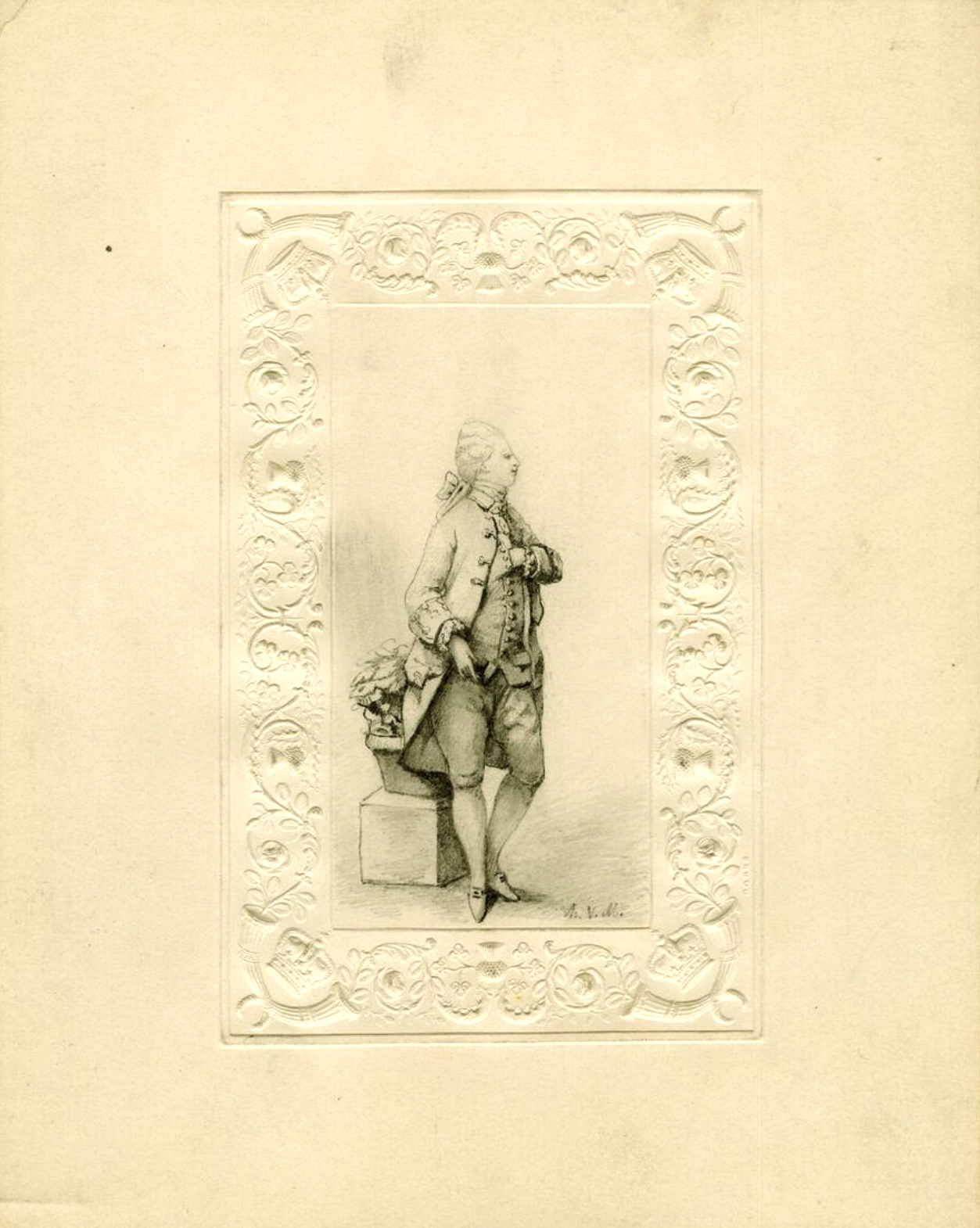
Homme de pied, 1820-1860 (mine de plomb sur papier estampé ; 19 × 15,3 cm), Liège, musée de la Vie wallonne.
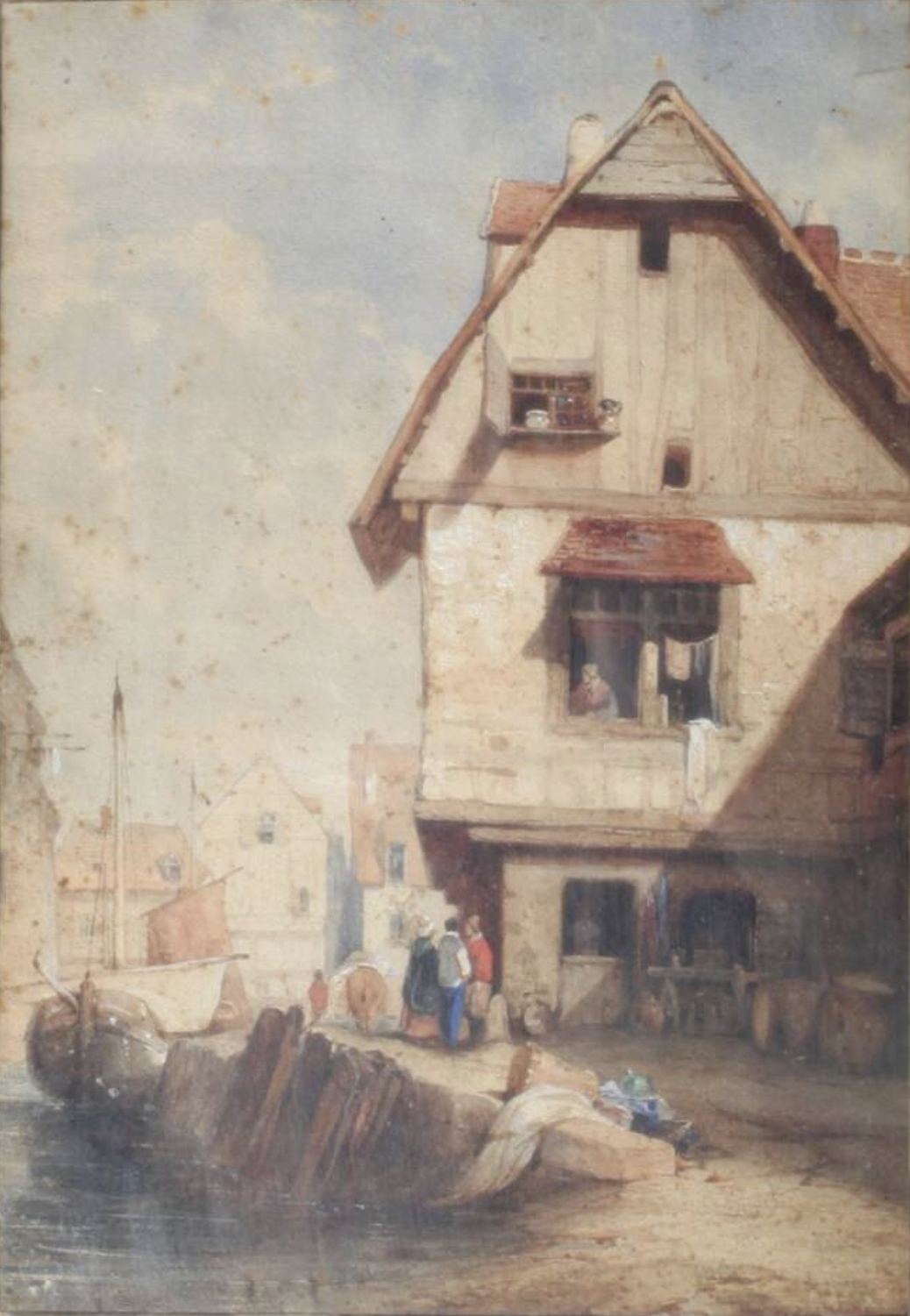
Vue de ville animée de personnages, vers 1850 (aquarelle rehaussée de gouache; 34 × 23,5 cm), Liège, musée de la Vie wallonne.